# Rinorrea
La rinorrea, comunemente indicata con la dizione "naso che cola", è un sintomo del raffreddore e di varie allergie (raffreddore da fieno).
Il termine indica un'eccessiva produzione di muco da parte del naso dovuta ad irritazioni o infezioni. La parola deriva dalla parola greca "rhinos" che significa "naso" e "reo" che significa "scorro".

## Clinica
La rinorrea è un tipico sintomo delle riniti allergiche, spesso si manifesta insieme all'irritamento degli occhi e/o della gola, con mal di testa, sintomi preceduti in genere da disturbi nervosi che incidono sul comportamento dell'individuo.

## Trattamento
Esistono farmaci antistaminici che interrompono la rinorrea ed i sintomi correlati per tempi in genere di poco superiori alle 24 ore, per cui gli stessi vengono somministrati ciclicamente su prescrizione medica. Questi farmaci possono produrre effetti collaterali, tra i quali: sonnolenza, dolori addominali, epistassi e diarrea.